# Mikko Innanen (Musiker)

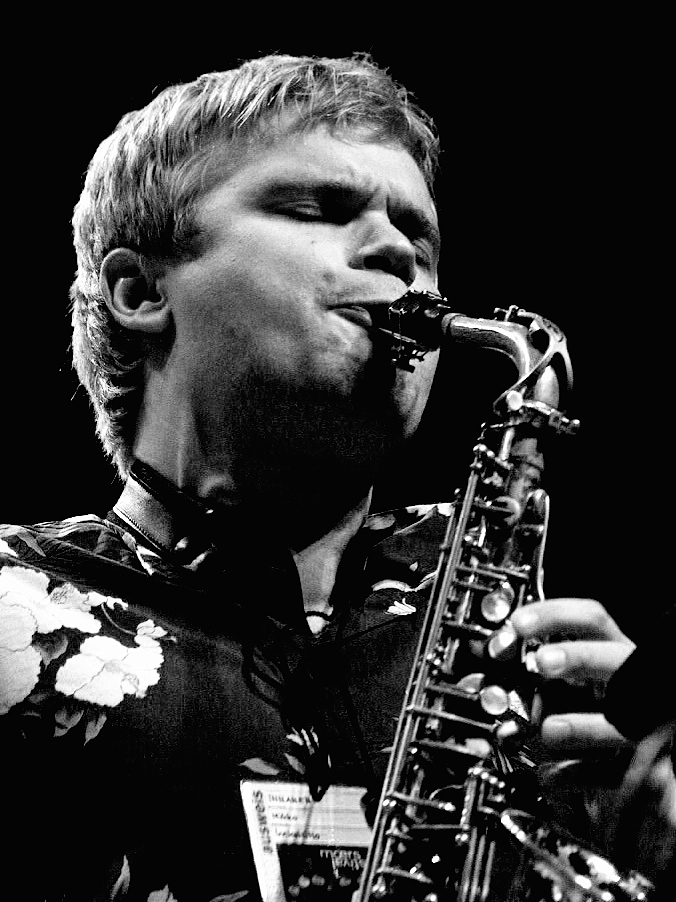
Mikko Innanen, Moers Festival 2007

Mikko Aleksi Innanen (* 28. Februar 1978 in Lapinjärvi) ist ein finnischer Jazzmusiker (Saxophone, Klarinette) und Komponist im Bereich des Modern Creative und der Neuen Improvisationsmusik.

## Leben und Wirken
Innanen begann mit zehn Jahren Altsaxophon zu spielen und nahm er zunächst Unterricht an der Musikschule von Loviisa, wo er mit seiner Familie ab 1988 lebte. 1994 zog er zum Studium nach Helsinki an der Jazz-Abteilung der Sibelius-Akademie, das er 2003 mit dem Master abschloss. 1998/99 verbrachte er als Austauschstudent am Rytmisk Musikkonservatorium in Kopenhagen. Ab den 2000er Jahren arbeitete er in der skandinavischen Jazz- und Improvisationsszene. Er hatte eigene Bandprojekte (mit Samuli Mikkonen und Seppo Kantonen und seiner Band Innkvisitio), war aber auch in andere Gruppen wie PLOP, Delirium, Triot (mit dem Bassisten Nicolai Munch-Hansen und dem Schlagzeuger Stefan Pasborg) involviert.
Bereits 1997 gründete Innanen mit Esa Onttonen, Mika Kallio, Niko Kumpuvaara, Ilmari Pohjola und Petri Keskitalo das Sextett Gourmet, das international tourte und bis 2020 sechs Alben veröffentlichte. Innanen bildete außerdem ein Trio mit Joe Fonda und Lou Grassi. Er arbeitete ferner mit Han Bennink, Iro Haarla (Penguin Benguine), im Duo mit Mika Kallio und in Bandprojekten u. a. von Kalle Kalima, Pekka Tuppurainen/Magnus Broo, Jori Huhtala und Wade Mikkola sowie in Petter Eldhs Quintett Koma Saxo (mit Otis Sandsjö, Jonas Kullhammar und Christian Lillinger).
Alex Henderson sieht Innanen sowohl als Komponist als auch als Solist stark von Ornette Coleman beeinflusst, er verarbeite aber auch die stimmungsvollen, dunklen Aspekte in der Musik John Coltranes.

## Auszeichnungen
Als bester Solist wurde er 2000 beim International Competition for Jazz Groups im spanischen Getxo ausgezeichnet; 2001 erhielt er den ersten Preis beim Jukka Perko Saxophone Contest in Huittinen. Als finnischer Jazzmusiker des Jahres wurde er 2008 mit dem Yrjö Award der finnischen Jazz-Föderation geehrt. Die finnische Akademie der Künste (Taiteen keskustoimikunta) verlieh ihm 2009 ein dreijähriges Stipendium. 2011 wurde er für den Musikpreis des Nordischen Rates nominiert.

## Diskographische Hinweise

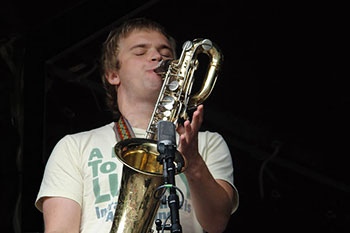
Mikko Innanen (2014).

- Mr. Fonebone: Live featuring Ingrid Jensen (Texicalli, 2000)
- Triot: Sudden Happiness (TUM, 2002) mit John Tchicai
- Eclexistence (TUM, 2004)
- Mikko Innanen, Jaak Sooäär & Han Bennink: Spring Odyssey (TUM, 2006)
- F60.8 (Aeon/Ilma, 2007)
- Kalle Kalima & K-18: Some Kubricks Of Blood (TUM, 2009)
- Mikko Innanen & Innkvisitio: Clustrophy (TUM, 2011), mit Fredrik Ljungkvist
- Andrew Barker / Mikko Innanen: A Wink Is as Good as a Nod (Phantom Ear Music, 2017)
- Petter Eldh Koma Saxo: Koma West (We Jazz, 2022)
- Forest Chorus (2022), mit Seba Saenz, Caleb Veazey, Miller Wrenn, Joonas Leppänenn